# Base Enluminures
La base Enluminures est une base de données française cogérée par le service du Livre et de la Lecture et l'institut de recherche et d'histoire des textes qui répertorie les enluminures et éléments de décor illustrant des manuscrits médiévaux.

## Présentation
La base de données Enluminures répertorie les enluminures illustrant les manuscrits médiévaux conservés dans les bibliothèques municipales françaises.
Elle est consultable via Internet, les documents répertoriés sont consultables sur le site.